# 전자 제어 장치

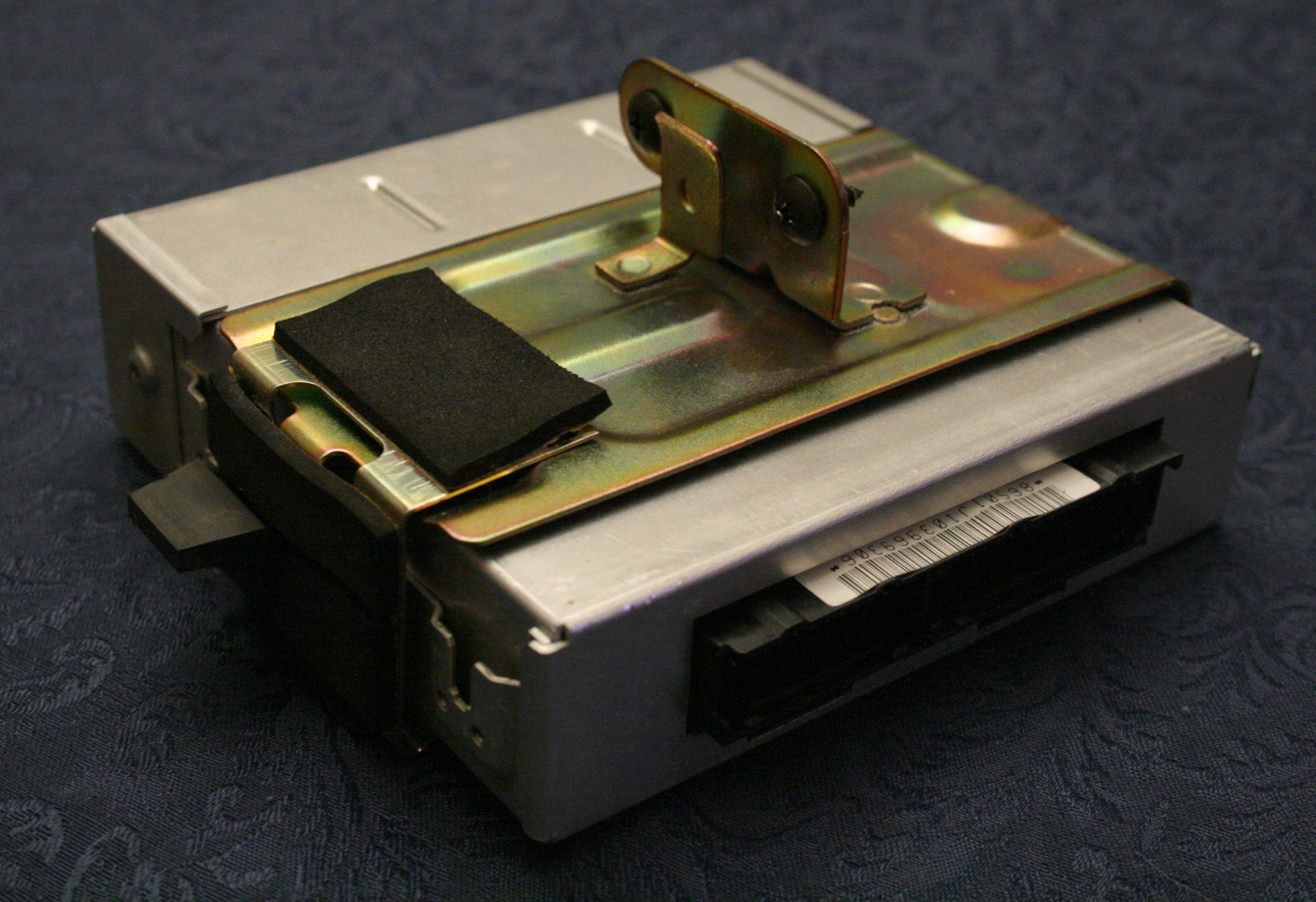
지오 스톰의 ECU

전자 제어 장치(electronic control unit, ECU) 또는 전자 제어 모듈(electronic control module, ECM)은 자동차 또는 기타 모터 비클의 전기 시스템 또는 하위 시스템 중 하나 이상을 제어하는 자동차 전자 장치의 임베디드 시스템이다.
최신 차량에는 많은 ECU가 있으며 여기에는 엔진 제어 모듈(ECM), 파워트레인 제어 모듈(PCM), 변속기 제어 모듈(TCM), 브레이크 제어 모듈(BCM 또는 EBCM), 중앙 제어 모듈(CCM), 중앙 타이밍 모듈(CTM), 일반 전자 모듈(GEM), 차체 제어 모듈(BCM) 및 서스펜션 제어 모듈(SCM) 중 일부 또는 전부가 포함될 수 있다. 이러한 ECU는 기술적으로 단일 컴퓨터가 아닌 모두 별도의 컴퓨터이지만 집합적으로 자동차의 컴퓨터라고도 한다. 때때로 어셈블리에는 여러 개의 개별 제어 모듈이 통합되어 있다(PCM은 엔진과 변속기를 모두 제어하는 경우가 많다).
일부 최신 자동차에는 최대 150개의 ECU가 있다. ECU에 내장된 소프트웨어는 라인 수, 복잡성 및 정교함이 계속해서 증가하고 있다. 차량 내 ECU의 증가하는 복잡성과 수를 관리하는 것은 OEM(Original Equipment Manufacturer)의 주요 과제가 되었다.